# 大和スポーツセンター体育会館

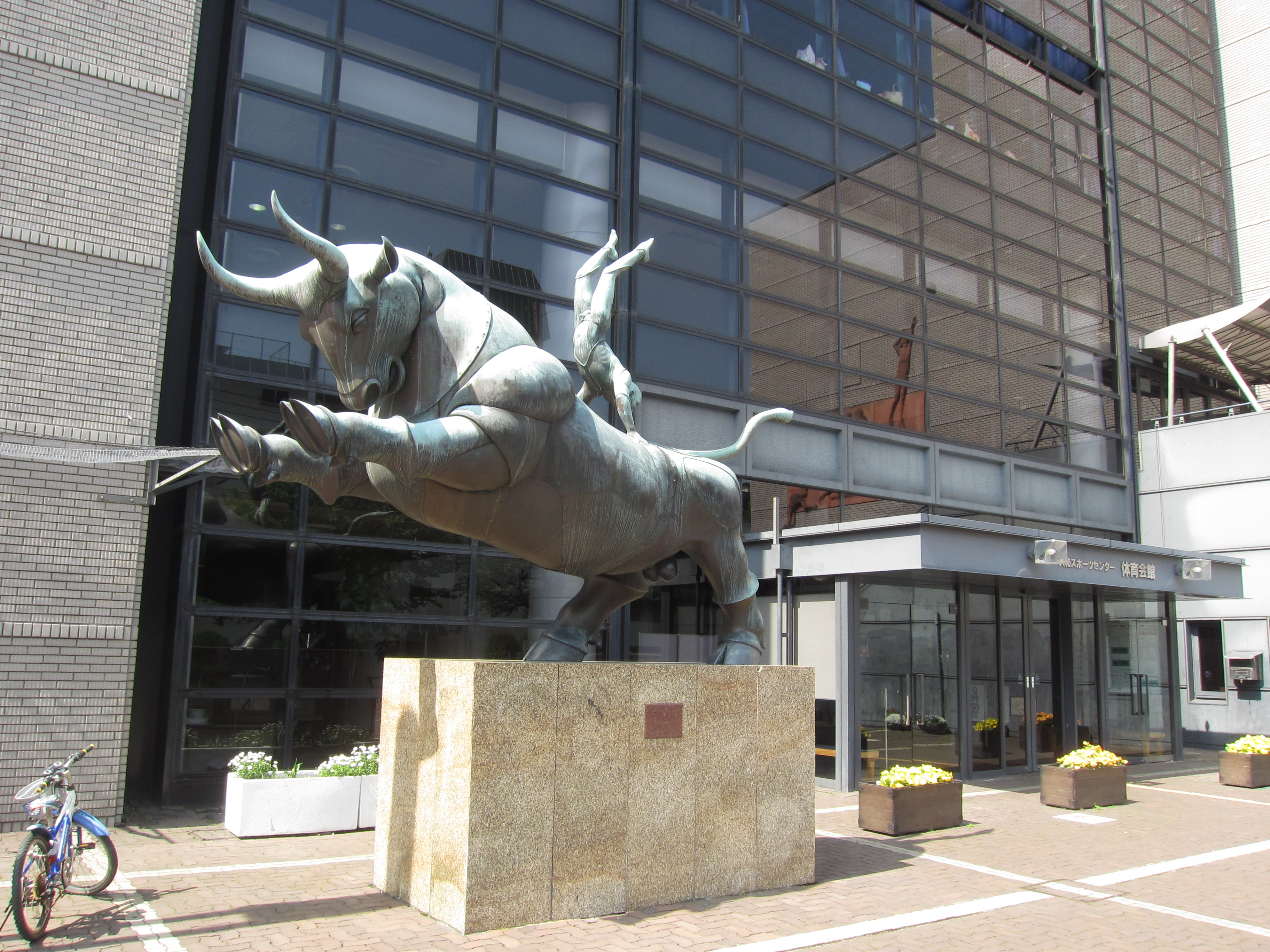
施設入口とモニュメント

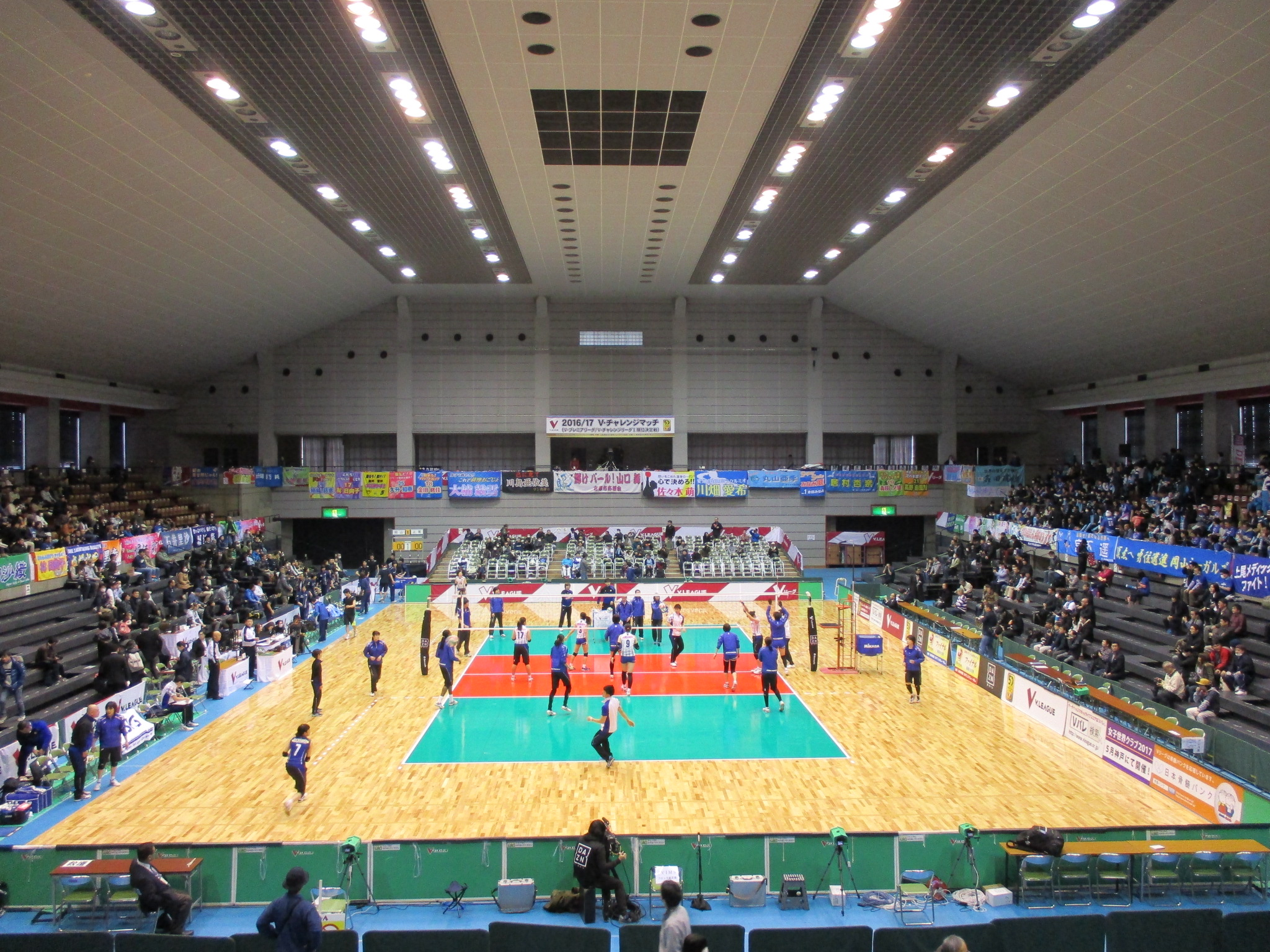
大和スポーツセンター体育会館の第一体育室内部

大和市スポーツセンター体育会館（やまとしすぽーつせんたーたいいくかいかん）は、神奈川県大和市に所在する屋内スポーツ施設である。

## 概要
1965年4月に神奈川県立大和運動場が完成、1984年4月に大和市に移管される。1987年4月にスポーツセンター体育会館が開館した。市民の屋内スポーツ施設の活動拠点となっている。
指定管理者として公益財団法人大和市スポーツ・よか・みどり財団が管理運営にあたっている。

## 施設
- 第1体育室（1階）
  - アリーナ面積 2,160m2（59m×36m）、高さ15m
  - 利用可能数 - バスケットボール 3面、バレーボール 4面、バドミントン 12面など
  - 収容人数 - 2階固定観覧席 1,200席、1階可動観覧席 952席
- 第2体育室（1階）
  - アリーナ面積 144m2（12m×12m）
  - 利用可能数 - 卓球 4台
- 第3体育室（3階）
  - アリーナ面積 592m2（37m×16m）
  - 利用可能数 - バスケットボール 1面、バレーボール 1面、バドミントン 4面など
- 第一武道場（3階）
  - アリーナ面積 527m2（31m×17m）
  - 利用可能数 - 剣道 2面、空手 2面
- 第二武道場（4階）
  - アリーナ面積 527m2（31m×17m）
  - 利用可能数 - 柔道 2面
- 弓道場（5階）
  - 利用可能 - 和弓、アーチェリー。的まで28m。
- トレーニング室（2階）

## 主な大会・イベント
- 1998年のかながわ・ゆめ国体で、バドミントン会場として使用された[1]。
- バレーボールVプレミアリーグ、V・チャレンジマッチなど。
- bjリーグ東京アパッチの主催試合などが開催された。
- 2022年ねんりんピックかながわでは太極拳交流大会が開催された。

## 交通アクセス
- 小田急江ノ島線・相鉄線大和駅より徒歩5分

## 関連施設
- 陸上競技場
- 屋外プール